# Шульгина, Татьяна Львовна
Татьяна Львовна Шульгина (1915, Ростов-на-Дону — 2007, Москва) — советский и российский архитектор. Заслуженный работник культуры РСФСР (1974).

## Биография

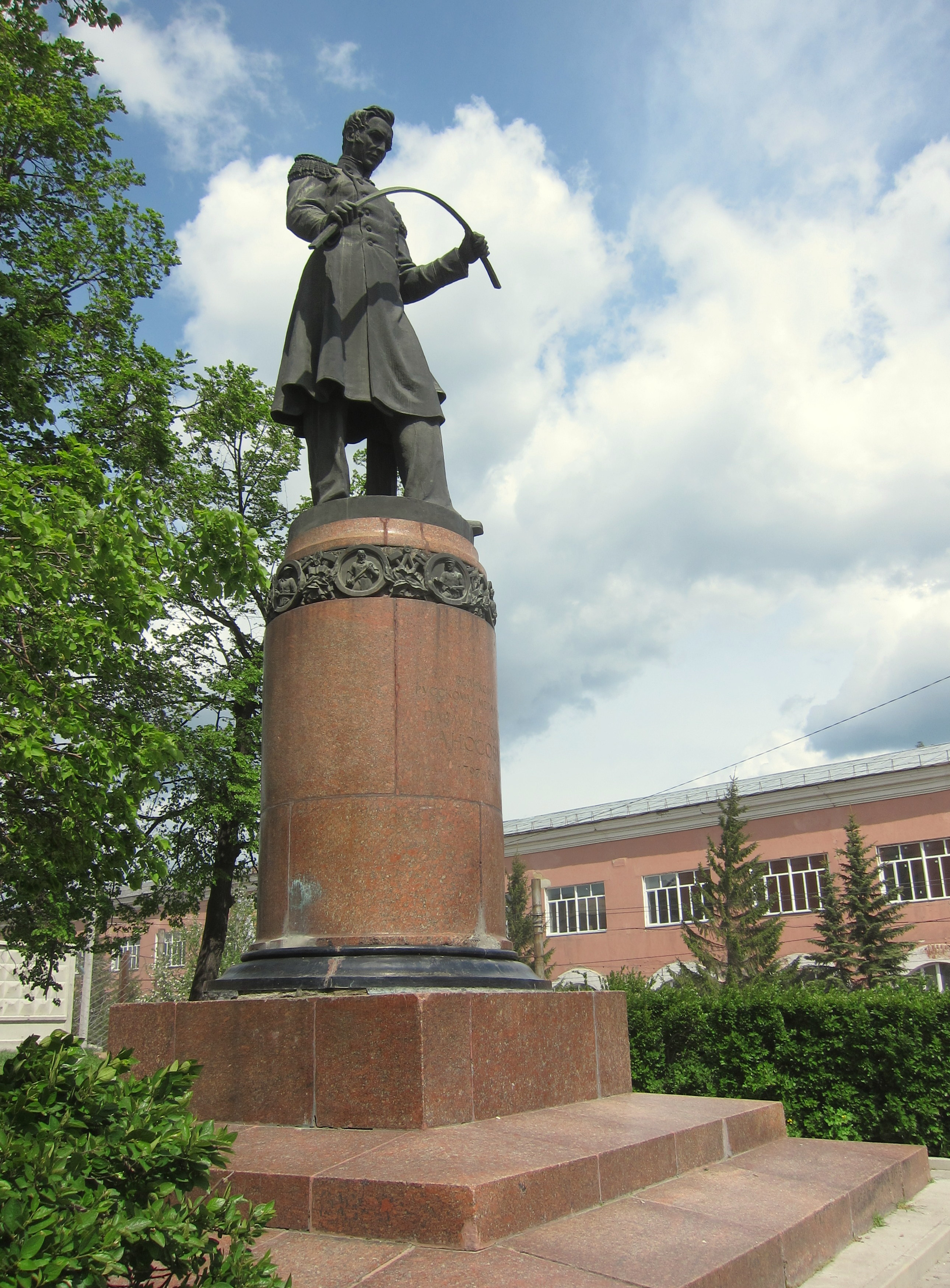
Памятник П. П. Аносову

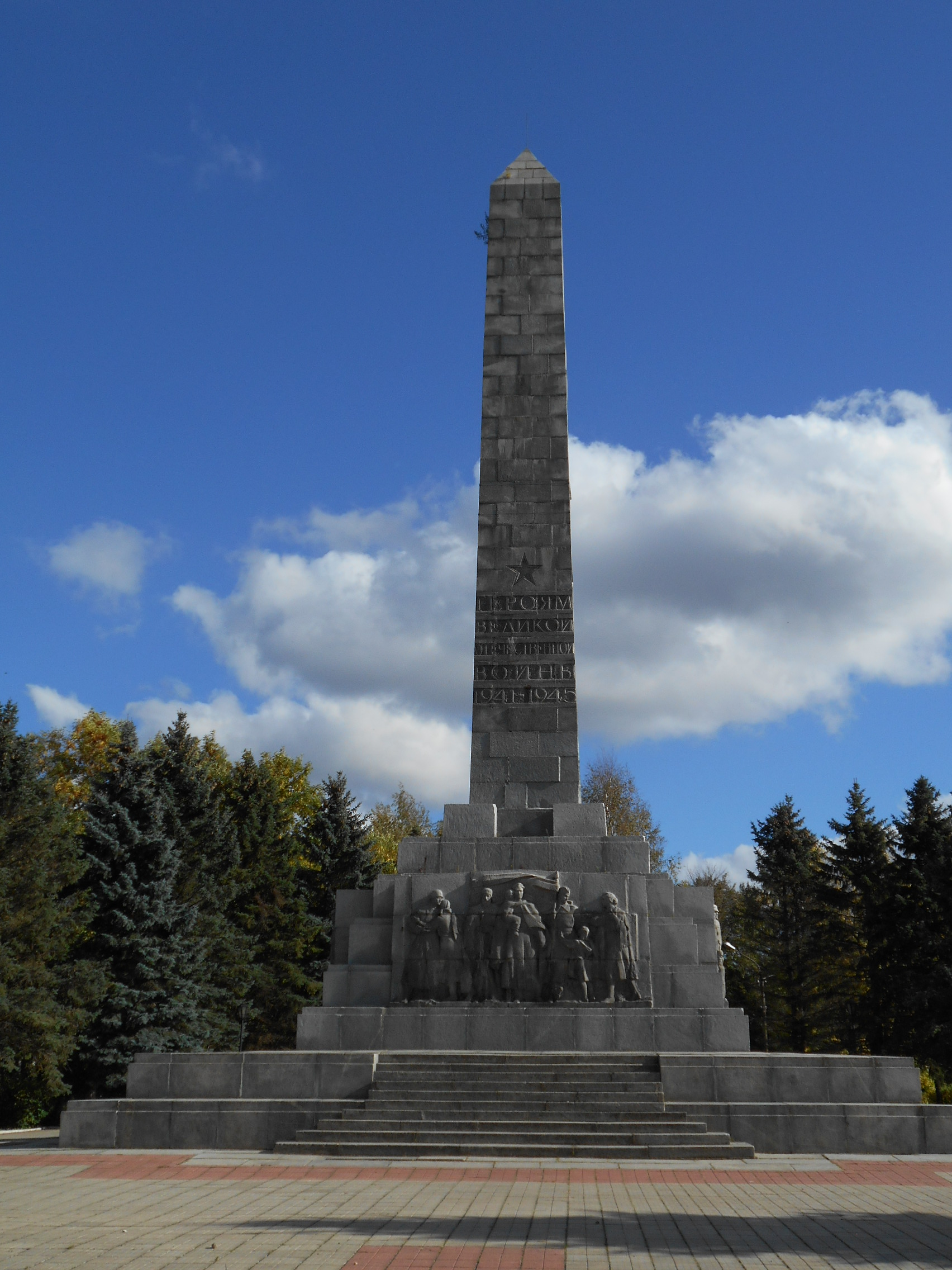
Обелиск освободителям Ржева

Татьяна Шульгина родилась 13 февраля 1915 года в Ростове-на-Дону. Отец - композитор, музыкальный педагог и критик, издатель Лев Владимирович Шульгин (1890—1968), мать — историк и искусствовед Елена Николаевна Шульгина (1888-1976)
Татьяна Шульгина окончила школу фабрично-заводского ученичества, работала токарем на заводе Авиахима. Поступила в Московский архитектурный институт, где увлеклась мемориальным искусством. В качестве преддипломной практики вместе с группой студентов совершила поездку по местам боевых действий Чапаевской дивизии. Делала зарисовки памятников на братских захоронениях, встречалась с героями гражданской войны. Эта поездка в итоге повлияла на выбор её дипломного проекта.
После окончания института в 1940 году по распределению была направлена в Управление по делам искусств Совнаркома РСФСР инспектором по сооружению памятников. Работая в изомастерских Дворца Советов, общалась с выдающими советскими скульпторами И. Д. Шадром, В. И. Мухиной, С. Т. Конёнковым, С. Д. Меркуровым, М. Г. Манизером, А. Т. Матвеевым и другими.
В годы Великой Отечественной войны работала в эвакогоспитале, была инспектором по охране памятников архитектуры. В 1945 году стала работать в Управлении по делам архитектуры при Совете Министров РСФСР. С 1947 года — инспектор и начальник отдела памятников и скульптуры Управления изобразительных искусств Министерства культуры СССР. В 1952—1983 годах работала в Главном архитектурно-планировочном управлении (ГлавАПУ) в Москве начальником сектора монументального искусства, руководителем группы памятников и скульптуры. Затем работала в художественно-экспертном совете Министерства культуры СССР.
За время работы в ГлавАПУ Татьяна Шульгина принимала организационное участие в создании свыше 90 памятников и около 200 мемориалов, скульптур, памятных знаков. Так благодаря ней были отреставрированы и переведены в чугун фигуры воинов на мосту Победы. Сама Татьяна Львовна также стала соавтором нескольких памятников, над некоторыми из них работала вместе с мужем, архитектором А. А. Усачёвым
Татьяна Щульгина написала более 90 статей в журналах «Искусство», «Декоративное искусство», «Художник», «Творчество», «Архитектура СССР», «Архитектура и строительство Москвы», «Московский художник», «Моспроектовец» и других периодических изданиях. Была консультантом документального фильма «Город и монументальное искусство» (1978). Выступала по радио. Была рецензентом работ по монументальному искусству, в частности, книги Р. Ф. Кожевникова «Скульптурные памятники Москвы». Автор книг.
Член КПСС с 1945 года. Член Союза архитекторов СССР с 1956 года. Занималась общественной работой в ВЛКСМ, в партбюро, в секции синтеза искусств в Союзе архитекторов СССР, в обществе «Знание».
Умерла в 2007 году в Москве. Похоронена на Новодевичьем кладбище (новая территория, колумбарий, 131 секция) рядом с отцом и мужем.

## Работы
- Бюст дважды Герою Советского Союза П. К. Кошевому в Александрии (1949, в соавторстве)[1]
- Памятник металлургу П. П. Аносову в Златоусте (1954, в соавторстве)[1]
- Памятник «Борцам за власть Советов на Дальнем Востоке» во Владивостоке (1961, в соавторстве)[1]
- Обелиск освободителям Ржева (1963, в соавторстве)[1]
- Памятник А. С. Серафимовичу в Серафимовиче (1987, в соавторстве)[1]

## Награды и звания
- Заслуженный работник культуры РСФСР (1974)[1]
- медали[1]